# Cemitério Assistens

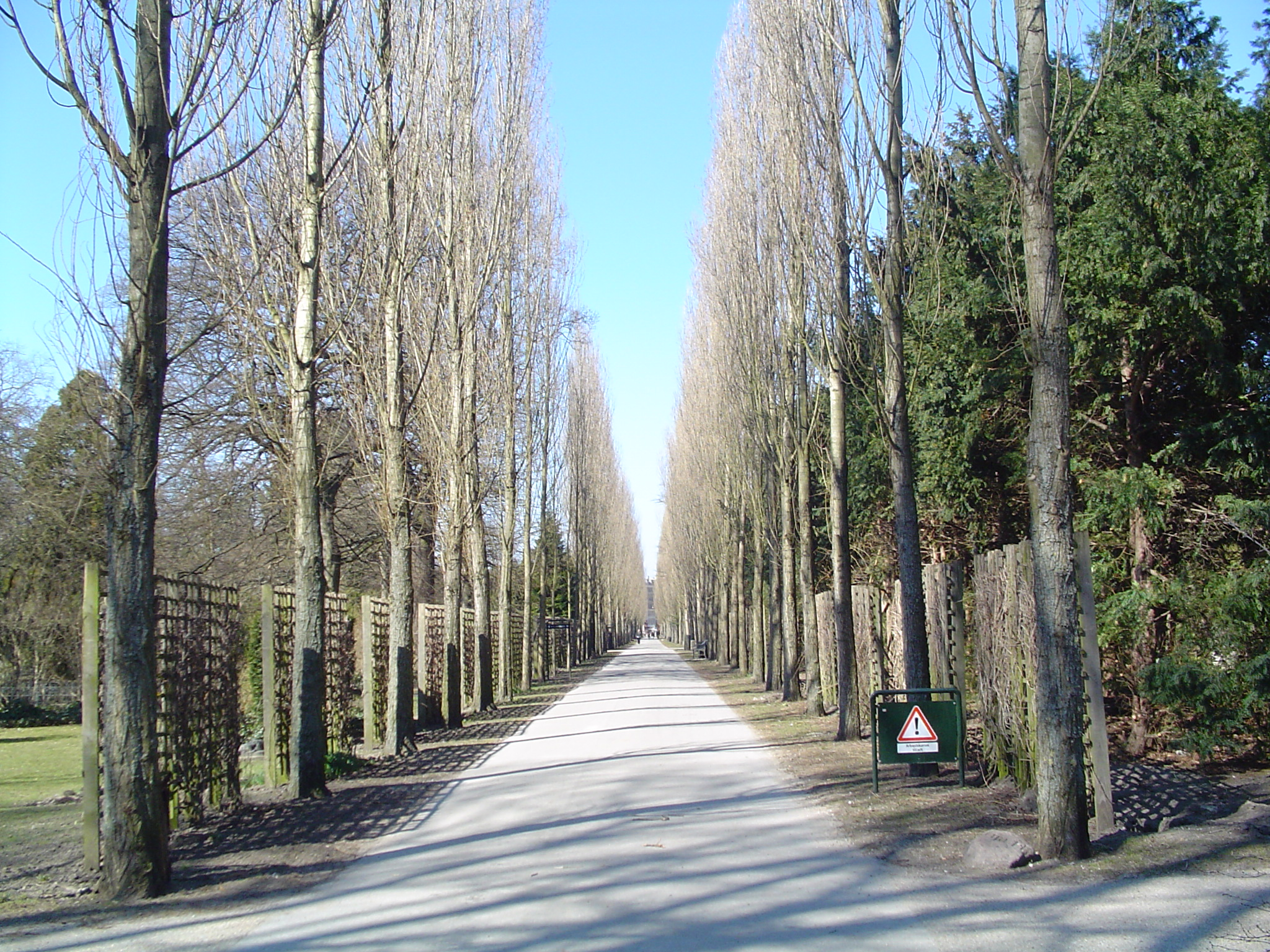
Cemitério Assistens

O Cemitério Assistens (em dinamarquês:  Assistẹns Kirkegård) é um cemitério parque em Copenhague, localizado no bairro Nørrebro. Criado a mais de 250 anos, é um cemitério de valor cultural histórico da capital dinamarquesa. Personalidades de destaque da Europa estão nele sepultadas.

## História
O cemitério foi criado em 1760 em frente ao portão norte (Nørreport), porque os cemitérios junto às igrejas estavam cheios. Para as pessoas mais simples os espaços para sepultamento dentro dos muros da cidade eram de custo exorbitante. As comunidades atingidas supriram a demanda crescente por supulturas com os denominados cemitérios de assistência (de sua denominação em francês assistance, significando ajuda, auxílio). Existem na Dinamarca mais de uma dezena de locais com esta denominação.
No Cemitério Assistens são desde o final do século XVIII sepultadas personalidades das classes altas. Em 1800 o cemitério tornou-se um local de piqueniques. Em 1813 foi proibido aos coveiros vender bebidas alcoólicas aos visitantes.

## Sepulturas de personalidades
- Kjeld Abell (1901–1961), escritor

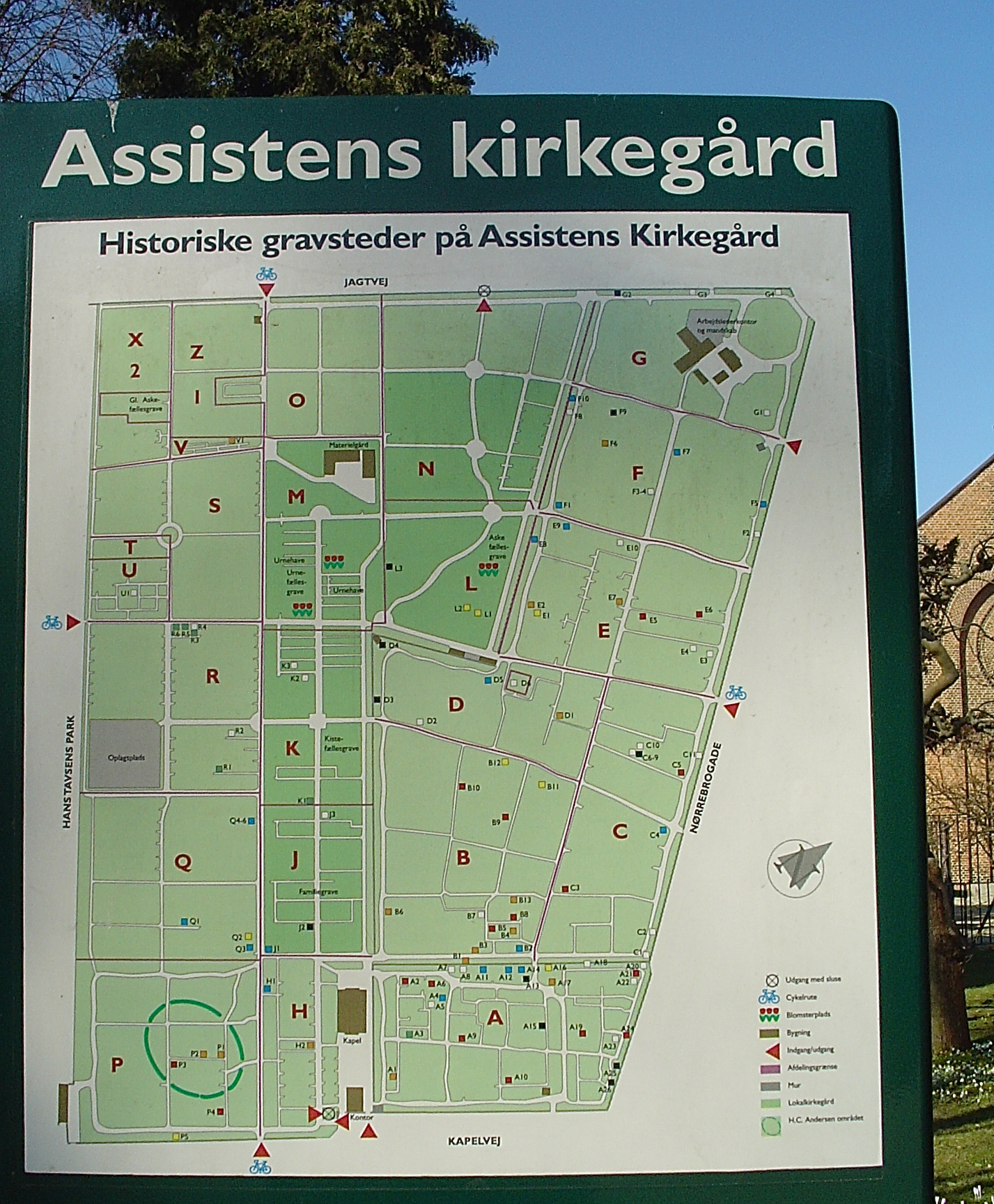
Mapa do cemitério

- Nicolau Abraão Abildgaard (1743–1809), pintor
- Hans Christian Andersen (1805–1875), escritor
- Christian Frederik Beck (1876–1954), paisagista e pintor arquitetônico
- Niels Bohr (1885–1962), físico e laureado nobel
- Richard Boone (1930–1999), músico americano de jazz
- Kenny Drew senior (1928–1993), pianista americano de jazz
- Christoffer Wilhelm Eckersberg (1783–1853), pintor
- Henry Heerup (1907–1993), pintor, escultor
- Jens Juel
- Søren Kierkegaard (1813–1855), fundador do existencialismo
- Ebbe Kløvedal Reich (1940-2005), escritor
- Christen Købke (1819–1848), pintor
- Friedrich Kuhlau (1786–1832), compositor
- Johan Nicolai Madvig (1804-1886), filólogo clássico
- Lauritz Melchior (1890–1973), cantor de ópera
- Poul Møller (1794–1838), filósofo
- Martin Andersen Nexø (1869–1954), escritor
- Hans Christian Ørsted (1777–1851), físico e químico
- Carl Christian Rafn (1795–1864), arqueólogo e filólogo norueguês
- Rasmus Christian Rask (1787–1832), filólogo
- Carl Andreas Reitzel (1789-1853), editor
- Jens August Schade (1903-1978), poeta
- Hans Scherfig (1905-1979), escritor e pintor
- Peter von Scholten (1784–1854), em 1848, como governador das Índias Ocidentais Dinamarquesas, aboliu a escravidão
- P.C. Skovgaard (1817–1875), pintor
- Viggo Stuckenberg (1863–1905), escritor
- Dan Turèll (1946–1993), escritor
- Georges Ulmer (1919–1989), compositor, cantor e sanfoneiro
- Ben Webster (1909–1973), músico americano de jazz
- Johannes Wiedewelt (1731–1802), escultor clássico, criou muitos túmulos do cemitério
- Natasja Saad (1974–2007), música de reggae, dancehall e hip hop